# Obóz pracy przymusowej w Bliżynie
Obóz pracy przymusowej w Bliżynie (niem. Zwangsarbeitslager für Juden in Blizyn) – obóz pracy przymusowej w Bliżynie na terenie Generalnego Gubernatorstwa.
Istniał w okresie od października 1942 do lutego 1944 (dla kobiet) oraz od stycznia 1942 do lutego 1944 (dla mężczyzn). Był przeznaczony dla ludności żydowskiej. Od marca 1943 do czasu przekazania obozu Majdankowi komendantem Bliżyna był SS-Untersturmführer Paul Nell.